# 三星Galaxy

三星Galaxy的舊標誌

三星Galaxy（Samsung Galaxy，風格化：SAMSUNG Galaxy，2015年之前風格化為Samsung GALAXY）是韩国三星電子的知名移動設備品牌，全球市佔率第一。產品線中出名的包括高端智能電話的Galaxy S和Galaxy Z，及平板的三星Galaxy Tab S系列/A系列，和智能穿戴设备三星Galaxy Watch、真无线蓝牙耳机三星Galaxy Buds等。從2009年到2013年9月，型號均為“ GT-xxxxx”格式，2013年9月至今，三星Galaxy系列設備的型號代碼均為“ SM-xxxxx”格式（不包括Galaxy J (SC-02F或SGH-N075T)）。首款产品为三星Galaxy i7500，于2009年发布。

## 各系列列表

### 生產中
- 三星Galaxy W系列(旗艦+摺叠屏系列)
- 三星Galaxy Book系列 (Windows 平板系列，類似Microsoft Surface Pro)
- 三星Galaxy Z系列(旗艦+摺叠屏系列)
- 三星Galaxy S系列 (高階旗艦系列)
- 三星Galaxy Tab系列 (Android平版系列)
- 三星Galaxy A系列 (入門到高階手機系列)
- 三星Galaxy M系列 (入門至中階手機系列)
- 三星Galaxy XCover 系列 (入門三防手機系列)

- 三星Galaxy F系列 （入門至中階系列）
- 三星Galaxy C系列(入门至中階手機系列（中國特供版，2024年恢復生產C55）)

### 已停止更新或停產
- 三星Galaxy Note系列 （旗艦系列，內置S-pen，與Galaxy S系列合併）
- 三星Galaxy Fold系列(旗艦+摺叠屏系列，與Galaxy Z系列合併)
- 三星Galaxy J系列 (入門手機系列，2019年與Galaxy A系列合併)
- 三星Galaxy E系列(入門至中階手機系列)
- 三星Galaxy Grand系列(入門手機系列)
- 三星Galaxy Ace系列(入門手機系列)
- 三星Galaxy Folder系列 (Android雙屏摺疊手機系列)
- 三星Galaxy Beam系列 （投影手機系列）
- 三星Galaxy Young系列 (入門手機系列)
- 三星Galaxy Mega系列 (中階手機系列)

## 各系列介紹

### 生產中

#### 三星Galaxy S系列
三星Galaxy S系列是由三星Galaxy系列分拆成的智能手機、平板手機和平板電腦系列。本系列和三星Galaxy Note系列均是三星Galaxy的其下旗艦級手機系列。

#### 三星Galaxy Z系列
三星Galaxy Z系列是由三星Galaxy系列所拆分出的旗艦摺叠屏智能手機系列。產品包含三星Galaxy Z Fold和Galaxy Z Flip兩個子系列。

#### 三星Galaxy A系列
三星Galaxy A系列是由三星Galaxy系列分拆出的智能手機系列，其產品線橫跨低至中階手機。該系列的命名方式與三星Galaxy S系列及三星Galaxy Note系列以數字一順序命名的方式不同。在2019年4月8日，與三星Galaxy J系列合併。

#### 三星Galaxy Book系列
三星Galaxy Book系列是由三星Galaxy系列所分拆成的手提電腦系列。此系列產品使用Microsoft Windows作業系統。

#### 三星Galaxy W系列
三星Galaxy W系列是由三星Galaxy系列所分拆成的運行Android的旗艦級摺疊功能手機系列。產品有W2017、W2019、W22等。

#### 三星Galaxy M系列
三星Galaxy M系列是由三星Galaxy系列所分拆出的中低端智能手機系列。英文字母「M」解作Millenial，即千禧世代的意思。M系列暫時會以印度、菲律賓和馬來西亞作銷售市場，採取平價手段跟當地熱門的小米、Nokia、Realme、紅米等平價手機品牌搶奪入門手機市場。

#### 三星Galaxy XCover系列
三星Galaxy XCover系列是由三星Galaxy系列所分拆出的中低端三防智能手機系列。產品有XCover 3、XCover 4、XCover 6 Pro等。

#### 三星Galaxy F系列
三星Galaxy F系列是由三星Galaxy系列拆分出来的智能手机系列。該系列的第一款手机是于2020年10月8日所推出的Galaxy F41。

### 已停產

#### 三星Galaxy Note系列
三星Galaxy Note系列是由三星Galaxy系列所分拆成的旗艦級平板手機和平板電腦系列。此系列和三星Galaxy S系列均定位爲三星Galaxy中的旗艦級手機系列，與三星Galaxy S系列不同在本系列手機螢幕較大，外形比較方正，且機身帶有S-pen。2022年已被合併至Galaxy S Ultra系列。

#### 三星Galaxy C系列
三星Galaxy C系列（因主要市場中國，又被稱為三星Galaxy China系列）是由韓國三星電子旗下三星Galaxy系列分拆成的中端智能手機系列，主打中國市場，該系列目前僅在中國發佈和上市。

#### 三星Galaxy J系列
原來的Galaxy J中的"J" 英文意思是"Japan"，而後來J系列定位更改為定位低階的智能手機系列，英文字母"J"已不解作原來的Japan，改為Junior (青春版) 。其後三星為了簡化生產線，在2019年宣佈將入門J系列納入Galaxy A。Galaxy J系列不會再推出新型號。

#### 三星Galaxy Core／Grand系列
Galaxy Grand／Core系列是由三星Galaxy系列分拆成的中低端智能手機系列，在2013至2015年推出中階手機，後來一同被Galaxy J系列取代。

#### 三星Galaxy Ace系列
三星Galaxy Ace系列是由三星Galaxy系列所分拆出的低端智能手機系列。產品有三星Galaxy Ace、三星Galaxy Ace 3等。

#### 三星Galaxy E系列
三星Galaxy E系列是由三星Galaxy系列所分拆出的中階智能手機系列。產品有三星Galaxy E5和E7，推出沒多久就被Galaxy A系列取代。

#### 三星Galaxy Fold系列
三星Galaxy Fold是由三星Galaxy系列所拆分出來的旗艦摺叠屏智能手機系列，現已併入Galaxy Z系列。

## 各系列產品

#### 三星Galaxy Z系列
- 三星Galaxy Fold

- 三星Galaxy Z Fold 2 5G
- 三星Galaxy Z Flip
- 三星Galaxy Z Flip 5G

- 三星Galaxy Z Fold 3 5G
- 三星Galaxy Z Flip 3 5G

- 三星Galaxy Z Fold 4 5G
- 三星Galaxy Z Flip 4 5G

- 三星Galaxy Z Fold 5 5G
- 三星Galaxy Z Flip 5 5G

- 三星Galaxy Z Fold 6
- 三星Galaxy Z Fold SE
- 三星Galaxy Z Flip 6

- 三星Galaxy Z Fold 7
- 三星Galaxy Z Flip 7
- 三星Galaxy Z Flip 7 FE

#### 三星Galaxy S系列
- 三星Galaxy S

- 三星Galaxy S II

- 三星Galaxy S III

- 三星Galaxy S4

- 三星Galaxy S5

- 三星Galaxy S6
- 三星Galaxy S6 Edge

- 三星Galaxy S7
- 三星Galaxy S7 Edge

- 三星Galaxy S8
- 三星Galaxy S8+

- 三星Galaxy S9
- 三星Galaxy S9+

- 三星Galaxy S10e
- 三星Galaxy S10
- 三星Galaxy S10+
- 三星Galaxy S10 5G

- 三星Galaxy S10 Lite
- 三星Galaxy S20 FE
- 三星Galaxy S20
- 三星Galaxy S20+
- 三星Galaxy S20 Ultra

- 三星Galaxy S21 5G
- 三星Galaxy S21+ 5G
- 三星Galaxy S21 Ultra 5G

- 三星Galaxy S21 FE
- 三星Galaxy S22
- 三星Galaxy S22+
- 三星Galaxy S22 Ultra

- 三星Galaxy S23
- 三星Galaxy S23+
- 三星Galaxy S23 Ultra
- 三星Galaxy S23 FE

- 三星Galaxy S24
- 三星Galaxy S24+
- 三星Galaxy S24 Ultra
- 三星Galaxy S24 FE

- 三星Galaxy S25
- 三星Galaxy S25+
- 三星Galaxy S25 Ultra
- 三星Galaxy S25 Edge

#### 三星Galaxy Note系列
- 三星Galaxy Note

- 三星Galaxy Note II

- 三星Galaxy Note3

- 三星Galaxy Note3 Neo
- 三星Galaxy Note4
- 三星Galaxy Note Edge

- 三星Galaxy Note5

- 三星Galaxy Note7

- 三星Galaxy NoteFE
- 三星Galaxy Note8

- 三星Galaxy Note9

- 三星Galaxy Note10
- 三星Galaxy Note10+
- 三星Galaxy Note10+ 5G

- 三星Galaxy Note10 Lite
- 三星Galaxy Note20 5G
- 三星Galaxy Note20 Ultra 5G

#### 三星Galaxy A系列
- 三星Galaxy Alpha
- 三星Galaxy A3
- 三星Galaxy A5

- 三星Galaxy A7
- 三星Galaxy A8

- 三星Galaxy A3 (2016)
- 三星Galaxy A5 (2016)
- 三星Galaxy A7 (2016)
- 三星Galaxy A8 (2016)
- 三星Galaxy A9
- 三星Galaxy A9 Pro

- 三星Galaxy A3 (2017)
- 三星Galaxy A5 (2017)
- 三星Galaxy A7 (2017)

- 三星Galaxy A8 (2018)
- 三星Galaxy A8+ (2018)
- 三星Galaxy A8 Star
- 三星Galaxy A6s
- 三星Galaxy A6 (2018)
- 三星Galaxy A6+ (2018)
- 三星Galaxy A8 star
- 三星Galaxy A9 star
- 三星Galaxy A7 (2018)
- 三星Galaxy A9 (2018) (國際版)/ 三星Galaxy A9s (中國版) 
- 三星Galaxy A8s (中國版)

- 三星Galaxy A8s (國際版)
- 三星Galaxy A9 Pro（2019）(南韓版A8s)
- 三星Galaxy A10e
- 三星Galaxy A10
- 三星Galaxy A10s
- 三星Galaxy A20e
- 三星Galaxy A20
- 三星Galaxy A20s
- 三星Galaxy A30
- 三星Galaxy A30s
- 三星Galaxy A40
- 三星Galaxy A40s （國際版M30）
- 三星Galaxy A50
- 三星Galaxy A50s
- 三星Galaxy A51
- 三星Galaxy A60
- 三星Galaxy A60元氣版（中國版A60）
- 三星Galaxy A70
- 三星Galaxy A70s
- 三星Galaxy A71
- 三星Galaxy A80
- 三星Galaxy A90 5G

- 三星Galaxy A01
- 三星Galaxy A01 Core
- 三星Galaxy A02s
- 三星Galaxy A11
- 三星Galaxy A12
- 三星Galaxy A21
- 三星Galaxy A21s
- 三星Galaxy A31
- 三星Galaxy A32 5G
- 三星Galaxy A41
- 三星Galaxy A42 5G
- 三星Galaxy A51 5G
- 三星Galaxy A71 5G

- 三星Galaxy A22 5G
- 三星Galaxy A32 
- 三星Galaxy A32 5G
- 三星Galaxy A52 
- 三星Galaxy A52 5G
- 三星Galaxy A52s 5G
- 三星Galaxy A72
- 三星Galaxy A03

- 三星Galaxy A33
- 三星Galaxy A53
- 三星Galaxy A73
- 三星Galaxy A23
- 三星Galaxy A13

2023年
- 三星Galaxy A34
- 三星Galaxy A54
- 三星Galaxy A14
- 三星Galaxy A24

2024年
- 三星Galaxy A15
- 三星Galaxy A25
- 三星Galaxy A35
- 三星Galaxy A55

#### 三星Galaxy J系列
- 三星Galaxy J

- 三星Galaxy J2

- 三星Galaxy J5

- 三星Galaxy J7

- 三星Galaxy J1(2016)

- 三星Galaxy J2 Prime

- 三星Galaxy J3 (2016)

- 三星Galaxy J5 (2016)

- 三星Galaxy J7 (2016)

- 三星Galaxy J5 Prime

- 三星Galaxy J7 Prime

- 三星Galaxy J3 Pro

- 三星Galaxy J5 Pro

- 三星Galaxy J7 Pro

- 三星Galaxy J7+

- 三星Galaxy J2 Pro (2018)

- 三星Galaxy J4 (2018)

- 三星Galaxy J6 (2018)

- 三星Galaxy J8

- 三星Galaxy J6+

- 三星Galaxy J4+

- 三星Galaxy J2 Core (2020) 

## Over the Horizon
〈Over the Horizon〉（中譯：越過地平線）是三星電子為旗下智慧型裝置所設計的品牌主題鈴聲，取代了早期使用的〈Beyond Samsung〉和〈Samsung Tune〉，最早在2011年推出的三星Galaxy S II上開始採用，包含裝置開關機、預設通知鈴聲和預設來電鈴聲均有使用，以「Do Do Sol Do↑ Si Sol」這6個音構成該旋律的主軸，其原始版本由三星員工Josh Joongsam Yun構想，來電鈴聲雖然為經過取樣再重新混音的縮減版，但在裝置資料夾內可找到對應的完整版；即使三星在2021年至2023年間曾推出新的品牌主題鈴聲〈The Voyage〉，但是〈Over the Horizon〉仍然保留至今。
三星自推出〈Over the Horizon〉之後，每一年官方版本的來電鈴聲都會重新為其編曲（除了2014年仍採用2013年的版本），並使用於當年度推出的智慧型手機（由當年度推出的S系列率先採用，比S系列更早推出的手機仍會使用上一個版本），僅有2011年、2012年和Tizen作業系統的版本是由三星的音樂實驗室自行製作，2013年開始由外部的音樂製作人或樂團協助製作，詳見下方的表格。另外除了該年度的版本以外，也有其他音樂製作人自行編曲，例如三星的來電鈴聲中有特別收錄防彈少年團SUGA於2021年和2022年製作的版本。
| 版本        | 使用裝置代表                                                            | 類型標籤            | 作曲家/樂團                                                |
| ----------- | ----------------------------------------------------------------------- | ------------------- | ---------------------------------------------------------- |
| 2011年      | 三星Galaxy S II 三星Galaxy Note                                         | Rock                | 三星音樂實驗室                                             |
| 2012年      | 三星Galaxy S III 三星Galaxy Note II                                     | New-age             | 三星音樂實驗室                                             |
| 2013/2014年 | 三星Galaxy S4 三星Galaxy Note 3 三星Galaxy S5 三星Galaxy Note 4         | Symphonic rock      | Jamie Christopherson                                       |
| 2015年      | 三星Galaxy S6 三星Galaxy Note 5                                         | Orchestral pop      | Jamie Christopherson、Al Schmitt、Nashville String Machine |
| 2016年      | 三星Galaxy S7 三星Galaxy Note 7                                         | Jazz fusion         | Dirty Loops                                                |
| 2017年      | 三星Galaxy S8 三星Galaxy Note 8                                         | Crossover           | Jacob Collier                                              |
| 2018年      | 三星Galaxy S9 三星Galaxy Note 9                                         | Orchestra           | Pétur Jónsson                                              |
| 2019年      | 三星Galaxy S10 三星Galaxy Note 10 三星Galaxy Fold                       | Classical crossover | Steven Price、倫敦愛樂樂團                                 |
| 2020年      | 三星Galaxy S20 三星Galaxy Note 20 三星Galaxy Z Fold 2 三星Galaxy Z Flip | Cinematic new-age   | Jamie Christopherson                                       |
| 2021年      | 三星Galaxy S21 三星Galaxy Z Fold 3 三星Galaxy Z Flip 3                  | New-age             | Yiruma                                                     |
| 2022年      | 三星Galaxy S22 三星Galaxy Z Fold 4 三星Galaxy Z Flip 4                  | Jazztronica         | Kiefer Shackelford                                         |
| 2023年      | 三星Galaxy S23 三星Galaxy Z Fold 5 三星Galaxy Z Flip 5                  | Electronic          | Yaeji                                                      |
| 2024年      | 三星Galaxy S24 三星Galaxy Z Fold 6 三星Galaxy Z Flip 6                  | Gugak               | Won Il                                                     |
| 2025年      | 三星Galaxy S25                                                          | Big band jazz       | Jacob Mann                                                 |
| Tizen OS    | 三星Z2 三星Z3                                                           | Soft electronic     | 三星音樂實驗室                                             |

## 其他
- 三星Galaxy i7500
- 三星Galaxy R
- 三星Galaxy 3
- 三星Galaxy Feel

## 外部連結
- 官方网站